# Loek Verhees Sr.
Loek Verhees Sr  – holenderski brydżysta, Senior Master (WBF), European Master (EBL).

## Wyniki brydżowe

### Olimpiady
Na olimpiadach uzyskał następujące rezultaty:
| Olimpiady brydżowe. Zawody teamów | Olimpiady brydżowe. Zawody teamów | Olimpiady brydżowe. Zawody teamów | Olimpiady brydżowe. Zawody teamów | Olimpiady brydżowe. Zawody teamów | Olimpiady brydżowe. Zawody teamów |
| Rok                               | Miejsce                           | Zawody                            | Kategoria                         | Drużyna                           | Pozycja                           |
| --------------------------------- | --------------------------------- | --------------------------------- | --------------------------------- | --------------------------------- | --------------------------------- |
| 2012                              | Lille                             | 2. Olimpiada Sportów Umysłowych   | Seniorzy                          | Netherlands                       | 9                                 |

### Zawody światowe
W światowych zawodach zdobył następujące lokaty:
| Mistrzostwa Świata. Konkurencja teamów | Mistrzostwa Świata. Konkurencja teamów | Mistrzostwa Świata. Konkurencja teamów | Mistrzostwa Świata. Konkurencja teamów | Mistrzostwa Świata. Konkurencja teamów | Mistrzostwa Świata. Konkurencja teamów |
| Rok                                    | Miejsce                                | Zawody                                 | Kategoria                              | Drużyna                                | Pozycja                                |
| -------------------------------------- | -------------------------------------- | -------------------------------------- | -------------------------------------- | -------------------------------------- | -------------------------------------- |
| 2011                                   | Veldhoven                              | 40. Mistrzostwa Świata Teamów          | Trans                                  | Dutch Seniors                          | 80                                     |
| 2006                                   | Werona                                 | 12. Mistrzostwa Świata                 | Seniorzy                               | Netherlands 2                          | 28                                     |
| 2005                                   | Estoril                                | 37. Mistrzostwa Świata Teamów          | Trans                                  | Sisselaar                              | 54                                     |
| 2002                                   | Montreal                               | 11. Mistrzostwa Świata                 | Seniorzy                               | Janssens                               | 19                                     |
| 1998                                   | Lille                                  | 10. Mistrzostwa Świata                 | Seniorzy                               | Valk                                   | 15                                     |

| Mistrzostwa Świata. Konkurencja par | Mistrzostwa Świata. Konkurencja par | Mistrzostwa Świata. Konkurencja par | Mistrzostwa Świata. Konkurencja par | Mistrzostwa Świata. Konkurencja par | Mistrzostwa Świata. Konkurencja par |
| Rok                                 | Miejsce                             | Zawody                              | Kategoria                           | Partner                             | Pozycja                             |
| ----------------------------------- | ----------------------------------- | ----------------------------------- | ----------------------------------- | ----------------------------------- | ----------------------------------- |
| 2006                                | Werona                              | 12 Mistrzostwa Świata               | Seniorzy                            | Koeno Brouwer                       | 37                                  |
| 2002                                | Montreal                            | 11 Mistrzostwa Świata               | Seniorzy                            | Ed Franken                          | 4                                   |
| 1998                                | Lille                               | 10 Mistrzostwa Świata               | Seniorzy                            | Jaap Kokkes                         | 35                                  |

### Zawody europejskie
W europejskich zawodach zdobył następujące lokaty:
| Zawody europejskie. Konkurencja teamów | Zawody europejskie. Konkurencja teamów | Zawody europejskie. Konkurencja teamów | Zawody europejskie. Konkurencja teamów | Zawody europejskie. Konkurencja teamów | Zawody europejskie. Konkurencja teamów |
| Rok                                    | Miejsce                                | Zawody                                 | Kategoria                              | Drużyna                                | Pozycja                                |
| -------------------------------------- | -------------------------------------- | -------------------------------------- | -------------------------------------- | -------------------------------------- | -------------------------------------- |
| 2012                                   | Dublin                                 | 51. Mistrzostwa Europy Teamów          | Seniorzy                               | Netherlands                            | 8                                      |
| 2007                                   | Antalya                                | 3 Otwarte Mistrzostwa Europy           | Seniorzy                               | Sisselaar BV                           | 13                                     |
| 2002                                   | Salsomaggiore                          | 46 Mistrzostwa Europy Teamów           | Seniorzy                               | Netherlands                            | 4                                      |
| 1999                                   | Malta                                  | 44 Mistrzostwa Europy Teamów           | Seniorzy                               | Netherlands 2                          | 19                                     |
| 1997                                   | Montecatini                            | 43 Mistrzostwa Europy Teamów           | Seniorzy                               | Netherlands A                          | 3                                      |
| 1995                                   | Vilamoura                              | 42 Mistrzostwa Europy Teamów           | Seniorzy                               | Netherlands                            | 4                                      |

| Zawody europejskie. Konkurencja par | Zawody europejskie. Konkurencja par | Zawody europejskie. Konkurencja par | Zawody europejskie. Konkurencja par | Zawody europejskie. Konkurencja par | Zawody europejskie. Konkurencja par |
| Rok                                 | Miejsce                             | Zawody                              | Kategoria                           | Partner                             | Pozycja                             |
| ----------------------------------- | ----------------------------------- | ----------------------------------- | ----------------------------------- | ----------------------------------- | ----------------------------------- |
| 2005                                | Teneryfa                            | 2 Otwarte Mistrzostwa Europy        | Seniorzy                            | Hans van Woensel                    | 18                                  |
| 2003                                | Mentona                             | 1 Otwarte Mistrzostwa Europy        | Seniorzy                            | Ed Franken                          | 4                                   |
| 1998                                | Akwizgran                           | 5 Mistrzostwa Europy Mikstów        | Mikst                               | Else van Eijndhoven                 | 280                                 |
| 1997                                | Haga                                | 9 Mistrzostwa Europy Par            | Open                                | Ed Franken                          | 39                                  |
| 1987                                | Paryż                               | 4 Mistrzostwa Europy Par            | Open                                | Jan Verhees                         | 137                                 |